# Pseudobarbella laxifolia
Pseudobarbella laxifolia là một loài Rêu trong họ Meteoriaceae. Loài này được Nog. mô tả khoa học đầu tiên năm 1948.